# 多見谷寿郎
多見谷 寿郎（たみや としろう、1958年2月25日 - ）は、日本の裁判官、公証人。福岡高等裁判所那覇支部支部長（2015年10月30日発令）、津地方裁判所所長を経て、横浜駅西口公証センター公証人。石川県出身。立命館大学法学部卒業。司法修習36期。
普天間基地移設問題で、国が沖縄県知事の承認を得て埋立てを準備していた水面について、翁長雄志知事が埋立ての承認を取り消したのに対して、国が知事に取消しの取消しを求めている訴訟において裁判長を務めている。この訴訟が提起される直前に那覇支部長に着任したことから、沖縄県のある幹部は「タイミングが“絶妙”すぎて意図的なものを感じる」との所感を持った。2016年9月16日、「普天間飛行場の被害を除去するには埋め立てを行うしかなく、県全体としては基地負担が軽減される」として、仲井眞弘多前知事の埋め立て承認は違法ではなく翁長の取消処分こそ違法と結論付けた。
名古屋地方裁判所時代は、トヨタ自動車の元従業員の死因を過労死と認定した裁判、デンソーからトヨタ自動車へ出向中の従業員がうつ病を発症したことにつき両社の責任を認定した裁判、従業員が退職後に中皮腫を発症したことにつき中部電力の責任を認定した裁判などを担当した。
一方で、千葉地方裁判所時代には2011年に提訴された浦安市・議会への政務調査費返還請求訴訟で原告請求を棄却、2013年の成田空港訴訟では土地明け渡しを命令するなど、行政訴訟では行政寄り判決を出す例が目立つという。